# Малкі (Куявсько-Поморське воєводство)
Малкі (пол. Małki) — село в Польщі, у гміні Боброво Бродницького повіту Куявсько-Поморського воєводства.
Населення — 521 особа (2011).
У 1975-1998 роках село належало до Торунського воєводства.

## Демографія
Демографічна структура станом на 31 березня 2011 року:
|          | Загалом | Допрацездатний вік | Працездатний вік | Постпрацездатний вік |
| -------- | ------- | ------------------ | ---------------- | -------------------- |
| Чоловіки | 254     | 44                 | 182              | 28                   |
| Жінки    | 267     | 60                 | 155              | 52                   |
| Разом    | 521     | 104                | 337              | 80                   |